# Flávia Bittencourt
Flávia da Silva Bittencourt Pinto (São Luís do Maranhão, 27 de agosto de 1980) é uma cantora e compositora brasileira. Seu primeiro trabalho, intitulado “Sentido” distribuído pela Som Livre, mescla a cultura popular, o pop, músicas nordestinas e composições próprias, foi pré-selecionado para o Grammy Latino e para o Prêmio TIM de Música.
Nascida em São Luís do Maranhão, Flávia Bittencourt nos chega para mostrar canções de seus conterrâneos, de sua autoria e também dos grandes mestres nascidos pelos confins brasileiros e do mundo
A artista, além de cantora, compositora, é atriz. Participou do curta de Neville de Almeida chamado "Redençao" e do longa de Frederico Machado chamado "As Órbitas da Água".

## Biografia
Graduada em farmácia pela Universidade Federal do Maranhão, Flávia Bittencourt iniciou sua carreira profissional de cantora em 1998, influenciada pelos ritmos regionais de seu estado natal como o bumba-meu-boi e elementos da Festa do Divino Espírito Santo. Seu primeiro CD, intitulado Sentido, foi pré-selecionado ao Grammy Latino e ao Prêmio TIM de Música
Em 2010, a artista apresentou-se em uma turnê européia de grande repercussão na mídia em programas de TV e rádio passando por Portugal (Lisboa), França (Paris, Toulouse, Marseille, Toulon, Nice), Itália (Roma), Bélgica (Bruxelas) para o lançamento de seu mais recente trabalho “todo Domingos” em que ela dedica à obra do Mestre Dominguinhos.
Com timbre brejeiro, seguro e cativante, Flávia Bittencourt – uma das novas cantoras e compositoras brasileiras mais elogiadas pelos críticos. Natural de São Luis do Maranhão, suas raízes culturais estão presentes na escolha do repertório que trazem manifestações da cultura popular de seu estado natal dialogando naturalmente com suas composições e de outros grandes mestres da música maranhense.
Seu primeiro disco, Sentido (Som Livre/2005), mesclando pop, músicas nordestinas e composições próprias, conquistou o público e crítica pela qualidade e beleza vocal. O álbum foi pré-selecionado para o Grammy Latino e para o Prêmio Tim de Música e teve a música Terra de Noel incluída na trilha-sonora da novela América da TV Globo.
Sentido teve a participação de Dominguinhos, Renato Braz, Quinteto em Branco e Preto e do maestro Laércio de Freitas. Apesar de ter dado ênfase aos compositores conterrâneos, como Josias Sobrinho e Zeca Baleiro, Flávia diz que como intérprete não se prende a nenhum estilo. “Temos de cantar tudo o que queremos, tudo que emociona, sem classificar por gênero”.
Este trabalho foi lançado em várias cidades brasileiras com participações de seu padrinho musical Luiz Melodia e ainda em setembro de 2007, fez seu lançamento em uma turnê pela França nas cidades de Marseille (dias 22 e 24 Teatro Julian e Paradox), Toulon (dia 25 no Teatro La Vallete) e Paris (dia 29 no New Morning).
Radicada atualmente no Rio de Janeiro , Flávia já dividiu palco com Maria Gadú, Elba Ramalho, Luiz Melodia, Alcione, Geraldo Azevedo, Dominguinhos e o Época de Ouro. E em 2007, participou do projeto Samba Novo (Som Livre), que contou com a participação dos novos nomes da MPB. Em setembro de 2010, divide palco com Dominguinhos no Projeto 7 em Ponto no Teatro Carlos Gomes, em outubro participa de uma série de homenagens ao poeta maranhense Ferreira Gullar em que dividiu apresentações com Zeca Baleiro, Rita Ribeiro e o próprio Gullar.
Ainda este mês de dezembro, foi selecionada para a Feira Música Brasil. Esta Feira internacional aconteceu em Belo Horizonte e incluiu 3.000 inscritos e 50 artistas selecionados.
Seu segundo disco, Todo Domingos, foi dedicado ao cancioneiro de Dominguinhos, que também participa do CD. São tantas músicas maravilhosas que fica difícil escolher, diz a cantora. Além de clássicos como Lamento Sertanejo, (que ela mostra no show junto com Sete meninas, dele e de Toinho), Abri a Porta e Só Quero um Xodó, ela grava outras menos conhecidas, entre elas Arrebol e São João Bonito. 
Agora, Flávia se prepara para gravação do terceiro álbum que contará com participações de nomes como Luiz Melodia.

## Discografia

### Álbuns de estúdio
- 2005: "Sentido"
- 2008: "Todo Domingos"
- 2013: "No Movimento"
- 2016: DVD Leve

### Participações
- 2005: América (berço do Samba - música Terra de Noel de Josias Sobrinho)
- 2007: Samba Novo (música Parangolé de César Teixeira)
- 20015: curta-metragem "Redencao" de Neville de Almeida - personagem Mara
- 2018: filme "As órbitas da água" de Frederico Machado - personagem Maria